# Métropole de Mantinée et Cynourie
La Métropole de Mantinée et Cynourie (en grec byzantin : Ιερά Μητρόπολις Μαντινείας και Κυνουρίας) est un évêché de l'Église orthodoxe de Grèce au centre du Péloponnèse. Elle a son siège à Tripoli en Arcadie. Son territoire s'étend sur tout l'est du district régional d'Arcadie, c'est-à-dire sur les dèmes de Tripoli au nord-ouest et sur les deux dèmes de Cynourie-du-Nord et Cynourie-du-Sud au sud-est.  

## La cathédrale
- C'est l'église Saint-Basile à Tripoli.

## Les métropolites
- Théoclète (né Nicolas Philippéos au Pirée en 1918) de 1965 à 1995.
- Alexandre (el) (né Papadopoulos à Papari d'Arcadie en 1936) de 1995 à 2023.

## Le territoire

### Ville de Tripoli
- 9 paroisses

### Doyenné de Mantinée et Cynourie du Nord
- 121 paroisses

### Doyenné de Léonidio (Cynourie du Sud)
- 22 paroisses

## Les monastères

### Monastère d'hommes
- Monastère Saint-Nicolas à Varsa de Mantinée, fondé en 1030.

### Monastère de femmes
- Monastère de la Mère de Dieu Gorgoépikoos à Nestani de Mantinée, fondé en 1100.
- Monastère de la Mère de Dieu Épano Chrétas à Perthorion de Mantinée, fondé en 1100.
- Monastère Saint-Nicolas à Kaltezais de Mantinée, fondé en 1696.
- Monastère de la Transfiguration du Sauveur à Louka de Cynourie, fondé en 1116.
- Monastère de la Dormition de la Mère de Dieu à Malévi à Agios Pétros de Cynourie, fondé en 1116.

## Les solennités locales
- La fête des saints néomartyrs Démétrios et Paul à Tripoli le 22 mai.
- La fête de l'Entrée de la Mère de Dieu au Temple, à Léonidio, le 21 novembre.
- La fête de saint Nil le Myroblyte, à Agios Pétros de Cynourie, le 7 mai.
- La fête du saint hiéromartyr Léonide, à Léonidio, le 16 avril.

## Les sources
- (el) Le site de la métropole : www.immk.gr
- Diptyques de l'Église de Grèce, éditions Diaconie apostolique, Athènes (éditions annuelles).